# Specchio Germanico
Lo Specchio Germanico (in tedesco Deutschenspiegel) è una delle più rilevanti raccolte normative del Medioevo tedesco. Esso era un codice descrittivo, cioè registrava la pratica giuridica corrente, redatto attorno al 1275 da un anonimo francescano di Augusta.
Il nome "specchio germanico", che richiama i ben più famosi "specchio sassone" (in tedesco Sachsenspiegel) e "specchio svevo" (in tedesco Schwabenspiegel), aveva un significato allegorico, infatti, come si può osservare il proprio volto in uno specchio, così i sassoni avrebbero potuto vedere ciò che era giusto e lecito e ciò che non lo era in uno specchio.
Il suo contenuto rappresenta una sintesi di diverse fonti, in particolare lo Specchio Sassone, il diritto romano, il diritto canonico e la Lex Baiuvariourum. Inoltre, esso stesso è una delle fonti principali del coevo Specchio Svevo.
Il principale manoscritto dell'opera è conservato nella biblioteca dell'Università di Innsbruck ed è per questo che è noto come l'Innsbrucker.